# Gegeneophis
Genre
Gegeneophis est un genre de gymnophiones de la famille des Indotyphlidae.

## Répartition
Les 12 espèces de ce genre sont endémiques du Sud et du Nord-Est de l'Inde.

## Liste d'espèces
Selon Amphibian Species of the World (22 avril 2015) :
- Gegeneophis carnosus (Beddome, 1870)
- Gegeneophis danieli Giri, Wilkinson & Gower, 2003
- Gegeneophis goaensis Bhatta, Dinesh, Prashanth & Kulkarni, 2007
- Gegeneophis krishni Pillai & Ravichandran, 1999
- Gegeneophis madhavai Bhatta & Srinivasa, 2004
- Gegeneophis mhadeiensis Bhatta, Dinesh, Prashanth & Kulkarni, 2007
- Gegeneophis orientalis Agarwal, Wilkinson, Mohapatra, Dutta, Giri & Gower, 2013
- Gegeneophis pareshi Giri, Gower, Gaikwad & Wilkinson, 2011
- Gegeneophis primus Kotharambath, Gower, Oommen & Wilkinson, 2012
- Gegeneophis ramaswamii Taylor, 1964
- Gegeneophis seshachari Ravichandran, Gower & Wilkinson, 2003
- Gegeneophis tejaswini Kotharambath, Wilkinson, Oommen & Gower, 2015

## Publication originale
- Peters, 1880 "1879" : Über die Eintheilung der Caecilien und insbesondere über die Gattungen Rhinatrema und Gymnopis. Monatsberichte der Königlichen Preussischen Akademie der Wissenschaften zu Berlin, vol. 1879, p. 924-945 (texte intégral).